# 信宜白话
信宜白話，是漢藏語系漢語族粵語系統的一種方言，信宜白話和廣州話有近似的地方，也有相異之處。清代道光年間的《廣東通誌》風俗類寫道： “信宜......音近廣州。”